# Clocher de Daliang (métro de Foshan)
Clocher de Daliang (chinois simplifié : 大良钟楼 ; chinois traditionnel : 大良鐘樓 ; pinyin : dàliáng zhōnglóu; officiellement en anglais : Daliang Zhonglou) est une station de la ligne 3 du métro de Foshan, située dans le district de Shunde de la ville Foshan, dans la province Guangdong, en Chine.

## Situation sur le réseau

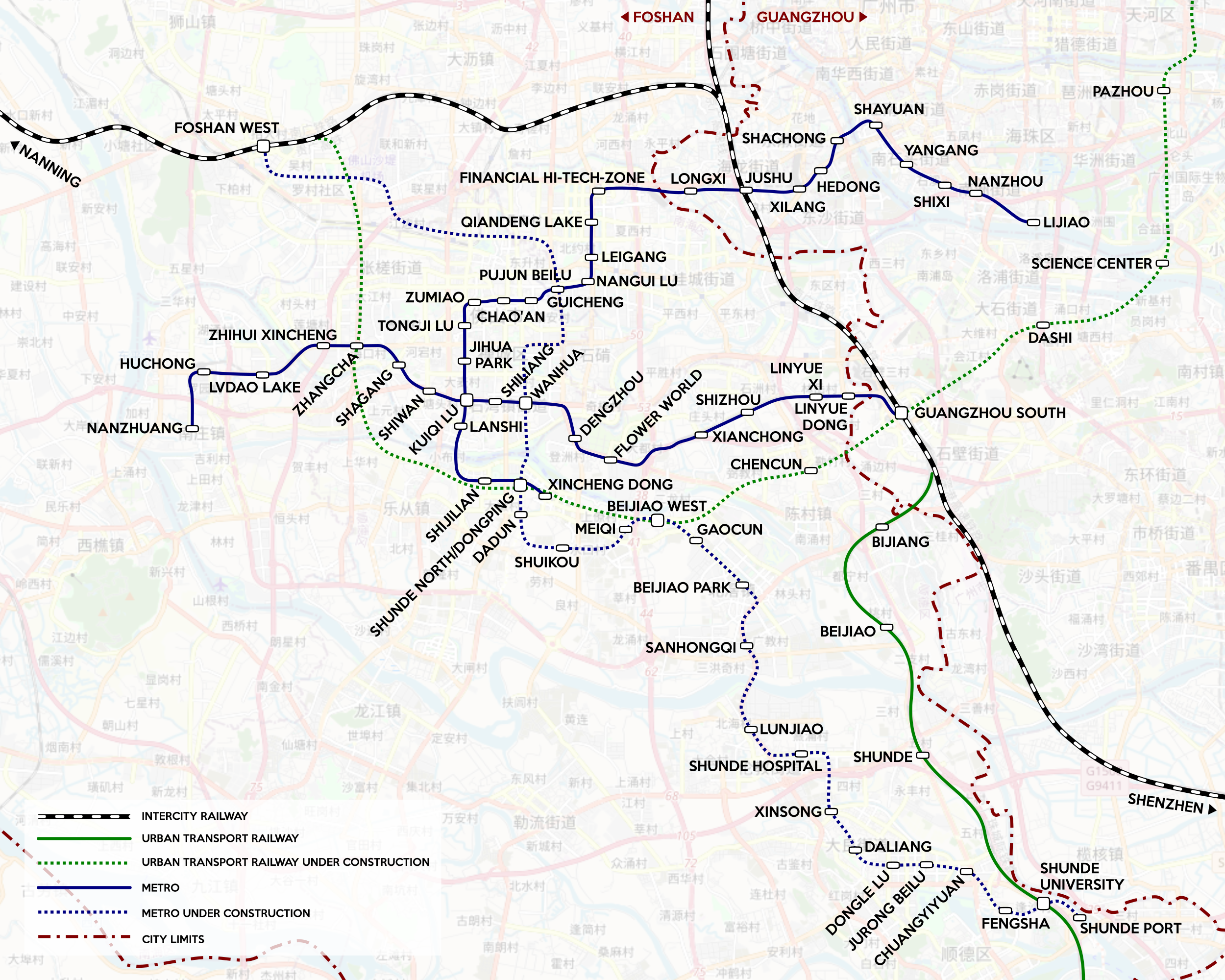
Plan du réseau du métro, en 2022.

Établie en souterrain, la station Clocher de Dàliang est une station de passage de la ligne 3 du métro de Foshan. Elle se situe entre les stations Huanshi du nord (zh) et Route Dongle (zh).

## Histoire
Pendant la planification, la station fut nommée «Daliang», portant simplement le nom de l’arrondissement. En 2022, elle est renommée «Clocher de Daliang». La station est ouverte le 28 décembre 2022, parallèlement aux autres stations de la 1re phase de la ligne 3.

## Services aux voyageurs

### Accès et accueil
La station se situe sous l’intersection des routes Wenxiu et Fengshan–Est. Elle dispose de trois bouches, nommées A, B, et E:
|        |                                                  | |
| Bouche | Accessibilité                                    | Destinations les plus proches |
| A      | Surface podotactile Escalier mécanique Ascenseur | Parc du clocher Grand hall du peuple (zh) Arrêt d’autobus                                                                                  |
| B      | Surface podotactile Escalier mécanique           | Bibliothèque Leung Kau-kui (zh) École secondaire n°1 de Shùndé (Compus d’enseignement en langues étrangères) Temple Xīshān Arrêt d’autobus |
| E      | Surface podotactile                              | Parc Fènglǐng Centre sportif de Shùndé Jardin Qinghui (zh) Colline Huagai Arrêt d’autobus                                                  |

La décoration intérieure comporte de nombreux éléments de l’architecture cantonaise traditionnelle.

Les bouches en 2023
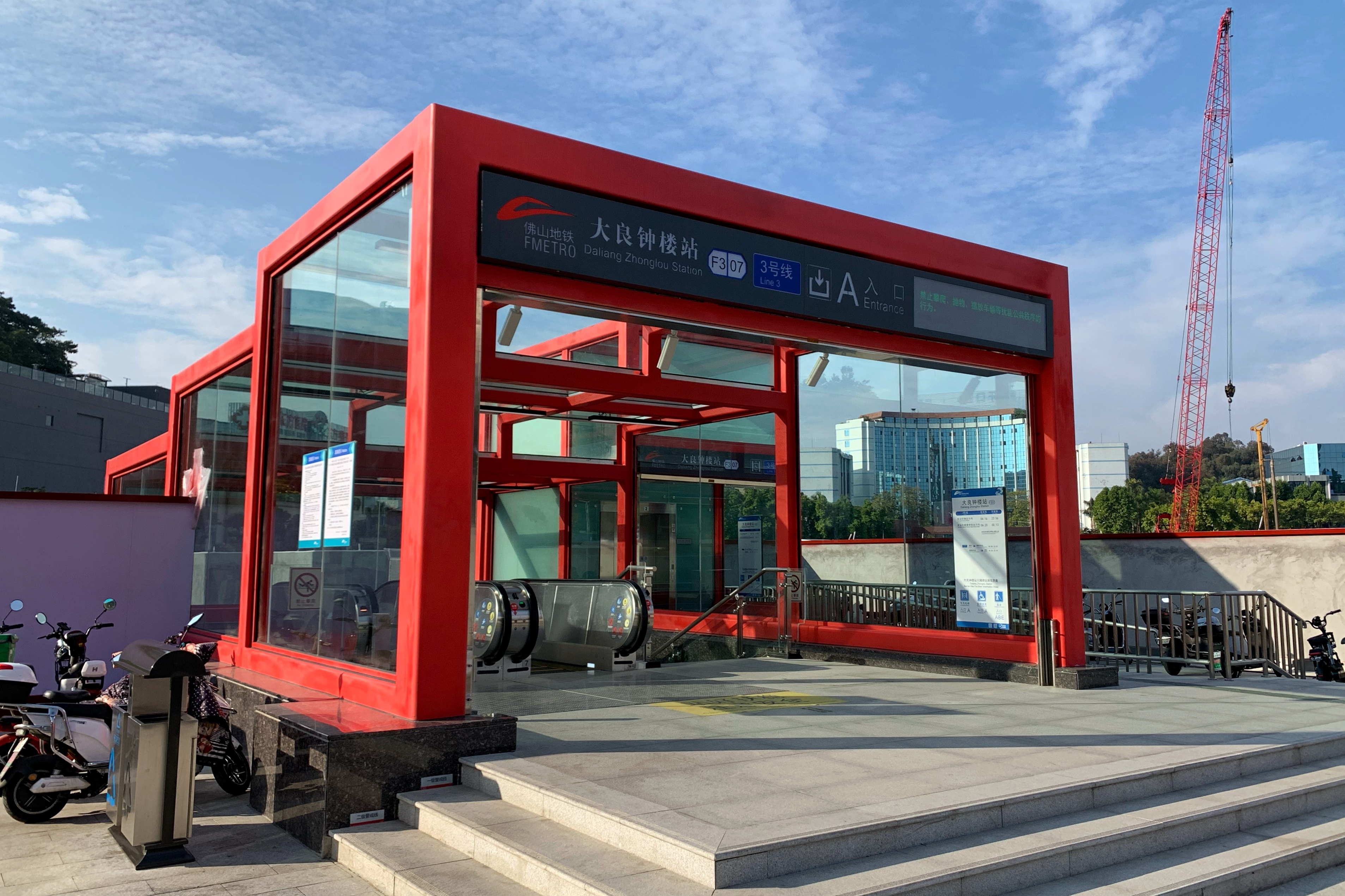
La bouche A.
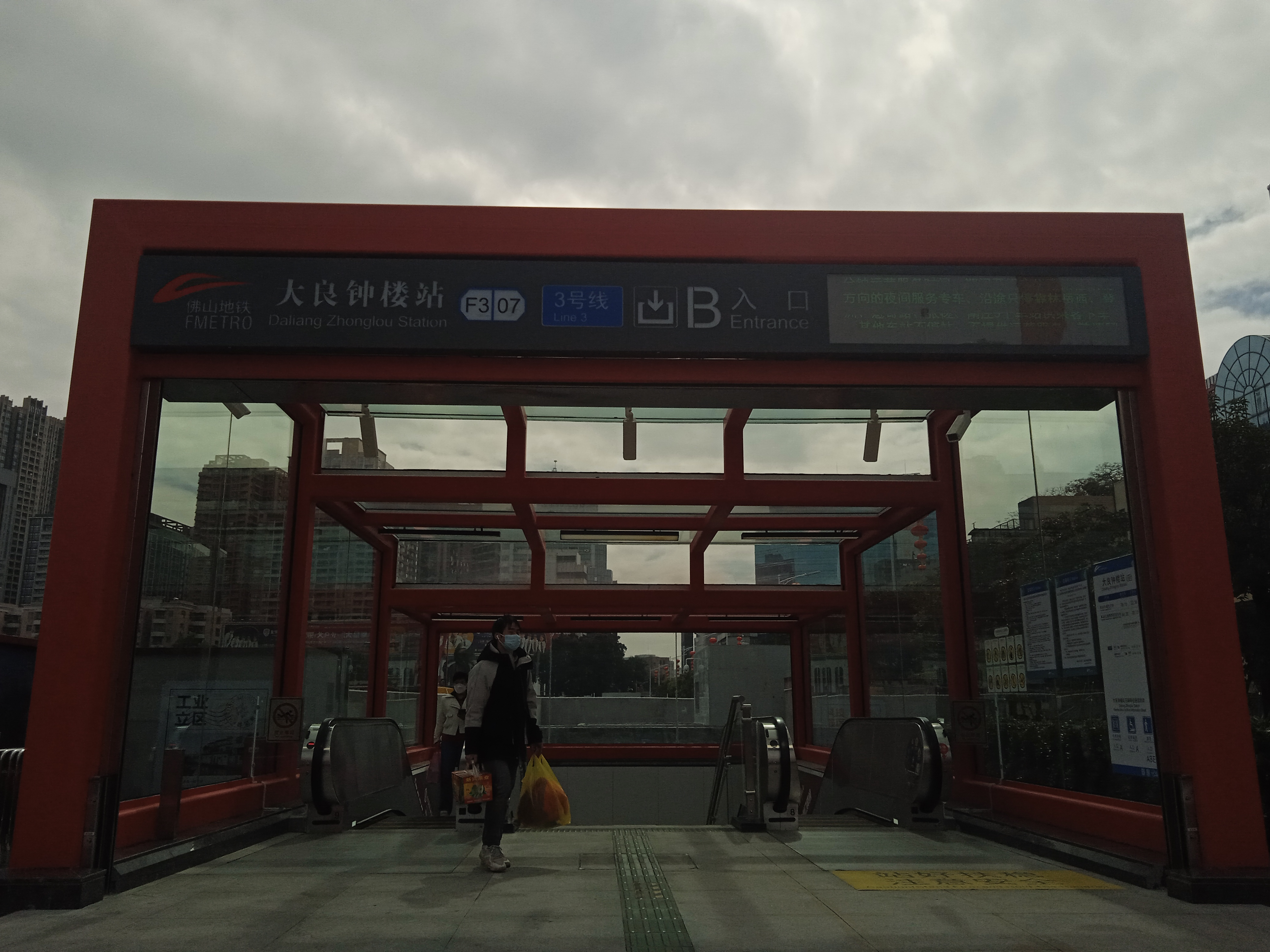
La bouche B.
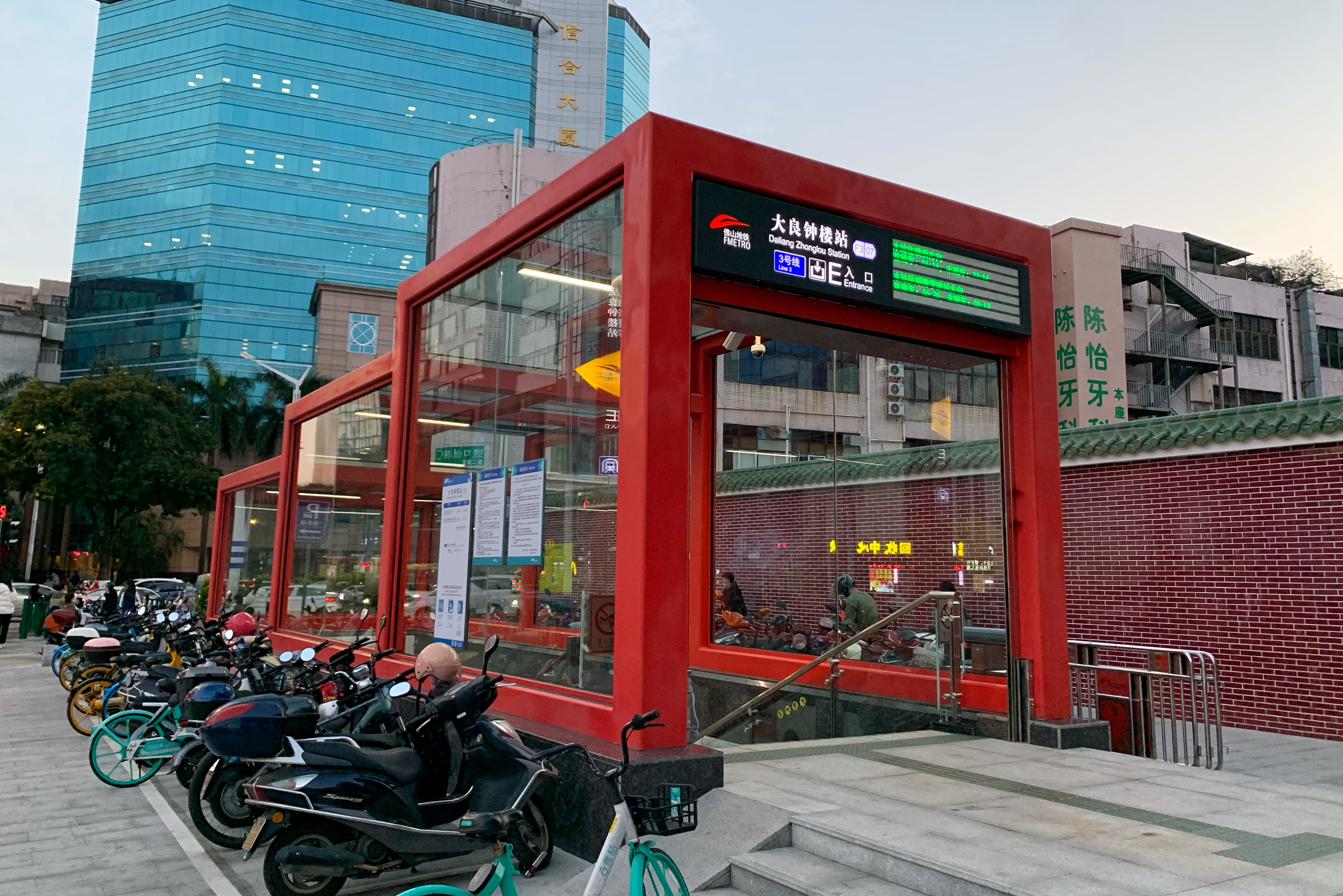
La bouche E.

### Desserte
Clocher de Daliang est desservie par les rames qui circulent sur la ligne 3 du métro de Foshan.

L’accueil en 2023
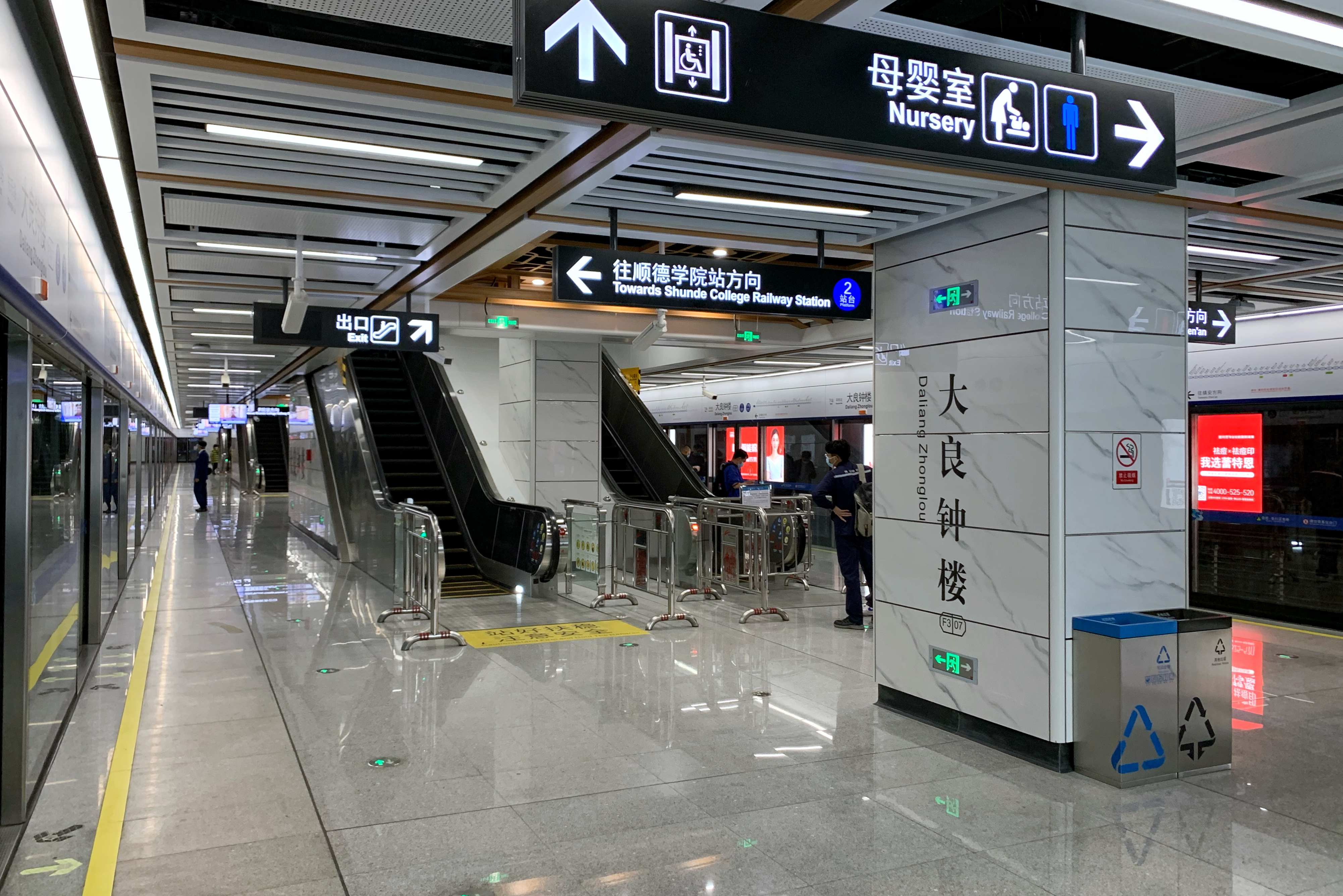
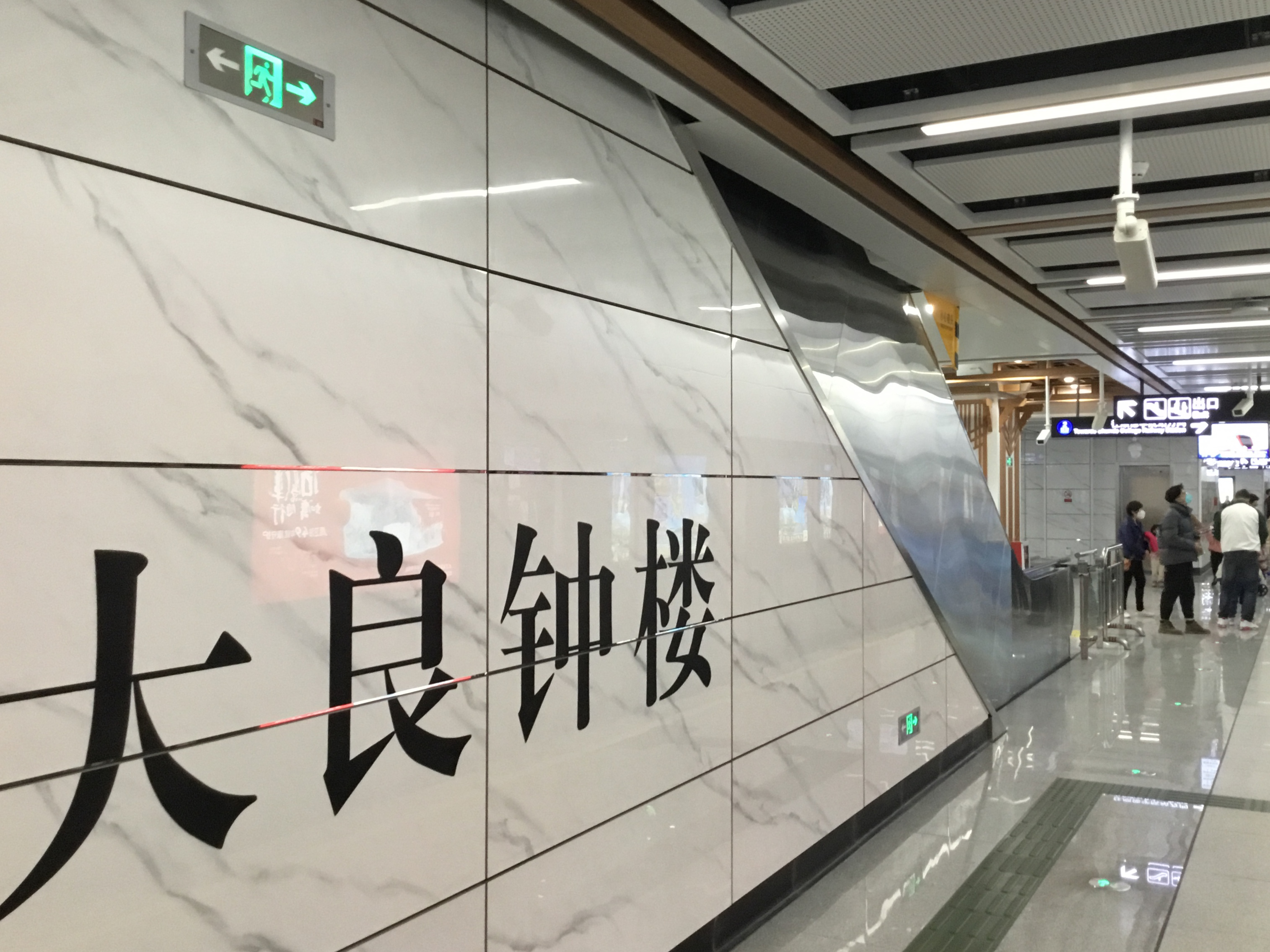
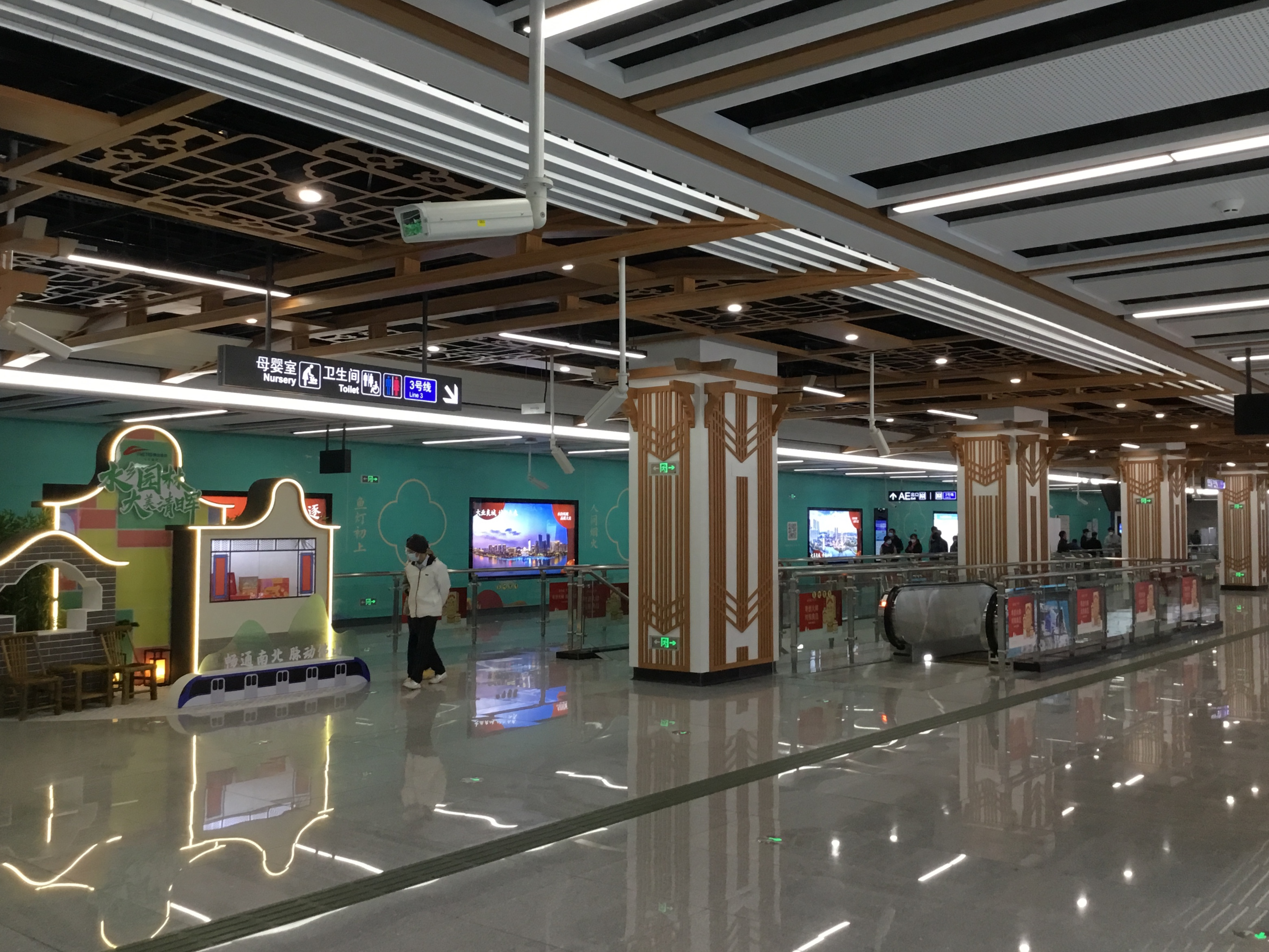